# زيتا جورس
زيتا جورس مواليد 18 أبريل 1982 في الفلبين، هو ملاكم محترف فلبيني يصنف ضمن فئة وزن الذبابة.

## إحصائيات
خاض خلال مسيرته 35 نزالا، فاز في 31 وتعادل في 2 وخسر في 2. فاز بالضربة القاضية في 17 نزالا.

## روابط خارجية
- زيتا جورس على موقع بوكس ريك (الإنجليزية) (registration required)